# لوسی لوکاس
لوسی لوکاس (به انگلیسی: Lucie Lucas) (زاده ۲۴ مارس ۱۹۸۶) بازیگر فرانسوی است.
از کارهای معروف او می‌توان به بازی در فیلم ۱۵ سال و نیم اشاره کرد.